# Елкгарт-Лейк (Вісконсин)
Елкгарт-Лейк (англ. Elkhart Lake) — селище (англ. village) в США, в окрузі Шебойґан штату Вісконсин. Населення — 941 особа (2020).

## Географія
Елкгарт-Лейк розташований за координатами 43°49′58″ пн. ш. 88°0′53″ зх. д. / 43.83278° пн. ш. 88.01472° зх. д. (43.832725, -88.014751).  За даними Бюро перепису населення США в 2010 році селище мало площу 3,33 км², з яких 3,30 км² — суходіл та 0,02 км² — водойми.

## Демографія
Згідно з переписом 2010 року, у селищі мешкало 967 осіб у 457 домогосподарствах у складі 286 родин. Густота населення становила 290 осіб/км².  Було 706 помешкань (212/км²).
Расовий склад населення:
| - 97,7 % — білих - 0,9 % — корінних американців - 0,2 % — чорних або афроамериканців |

До двох чи більше рас належало 0,3 %. Частка іспаномовних становила 1,7 % від усіх жителів.
За віковим діапазоном населення розподілялося таким чином: 15,8 % — особи молодші 18 років, 62,5 % — особи у віці 18—64 років, 21,7 % — особи у віці 65 років та старші. Медіана віку мешканця становила 48,9 року. На 100 осіб жіночої статі у селищі припадало 101,5 чоловіків;  на 100 жінок у віці від 18 років та старших — 103,0 чоловіків також старших 18 років.
Середній дохід на одне домашнє господарство  становив 79 137 доларів США (медіана — 52 857), а середній дохід на одну сім'ю — 89 750 доларів (медіана — 63 077). Медіана доходів становила 50 905 доларів для чоловіків та 40 081 долар для жінок. За межею бідності перебувало 8,7 % осіб, у тому числі 19,2 % дітей у віці до 18 років та 4,3 % осіб у віці 65 років та старших.
Цивільне працевлаштоване населення становило 522 особи. Основні галузі зайнятості: виробництво — 31,4 %, мистецтво, розваги та відпочинок — 20,1 %, освіта, охорона здоров'я та соціальна допомога — 17,0 %.